# Шабельники (Березівський район)
Шабе́льники — село Стрюківської сільської громади Березівського району Одеської області в Україні. Населення становить 291 осіб.

## Населення
Згідно з переписом УРСР 1989 року чисельність наявного населення села становила 299 осіб, з яких 134 чоловіки та 165 жінок.
За переписом населення України 2001 року в селі мешкала 291 особа.

### Мова
Розподіл населення за рідною мовою за даними перепису 2001 року:
| Мова       | Відсоток |
| ---------- | -------- |
| українська | 92,78 %  |
| молдовська | 5,84 %   |
| російська  | 1,03 %   |
| білоруська | 0,34 %   |

## Відомі люди
Уродженцем села є Больбот Павло Пантелейович (1924—2013) — повний кавалер ордена Слави.